# 烏鰭石斑魚
烏鰭石斑魚為石斑魚屬的一種，被IUCN列為瀕危保育類動物，分布於東大西洋區，從法國比斯開灣至南非、西南大西洋區，包括巴西、烏拉圭、阿根廷、西印度洋區，包括馬達加斯加南部、莫三比克、留尼旺海域，棲息深度8-300公尺，體長可達150公分，棲息在岩石底質海域，為底棲性魚類，屬肉食性，以螃蟹、章魚、魚類等為食，為高經濟價值的食用魚及遊釣魚。

## 擴展閱讀
維基物種上的相關：烏鰭石斑魚